# A151高速公路
A151高速公路是法国的一条高速公路，始于Roumare，终于布雷特维尔-Varneville，与A150高速相连。A151南北走向，全长16千米。A151还与27国道相接，现有扩建该高速跨越塞纳河的方案。